# Морская навигационная карта

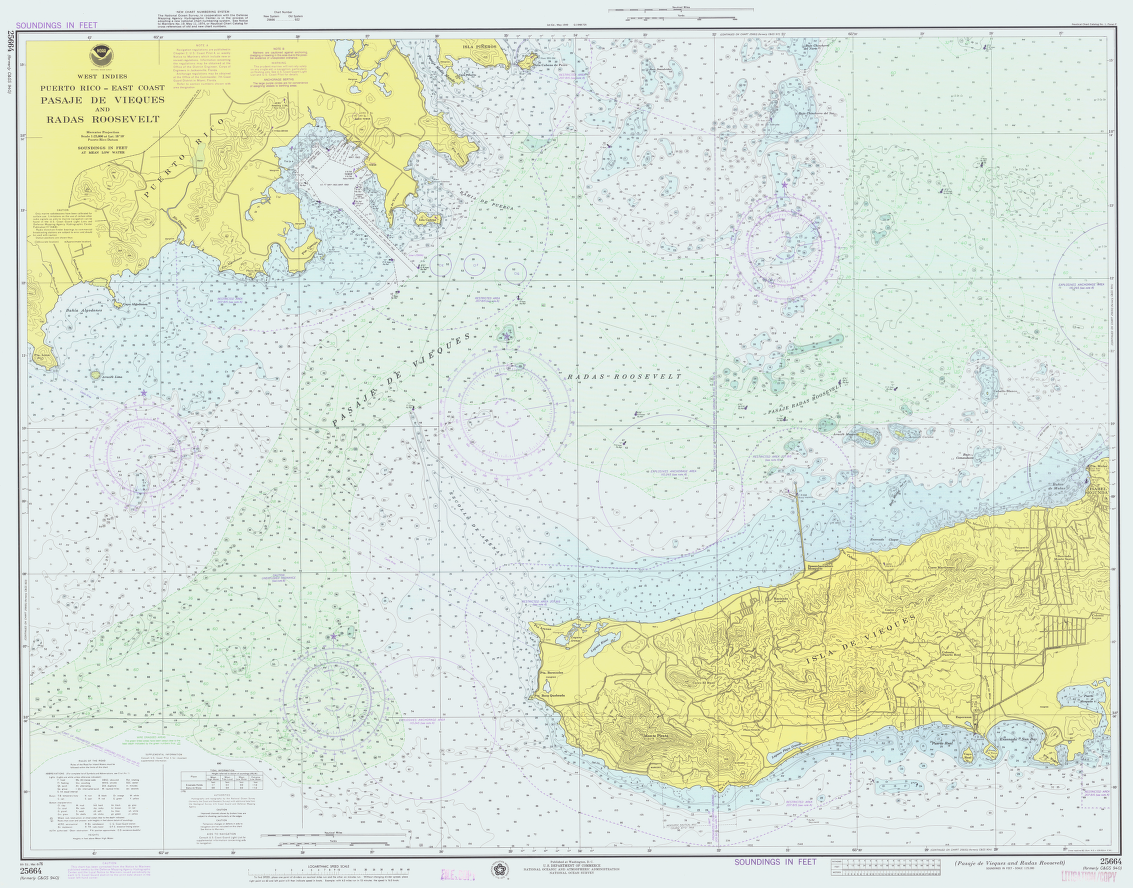
Морская навигационная карта 1976 года.

Морская навигационная карта (МНК) — географическая карта, которая используются для обеспечения судовождения и безопасности плавания. Карты данного вида обычно представлены в равноугольной нормальной цилиндрической проекции Меркатора, которая позволяет прокладывать курс судна прямой линией. Морские навигационные карты отражают: береговую линию и характер берегов, рельеф дна, глубины и характеристики донного грунта, опасные для судовождения объекты и препятствия (скалы, камни, затонувшие суда), естественные и искусственные навигационные объекты, фарватеры, места для якорных стоянок, знаки разделения движения судов, информацию о приливах, а также данные об участках суши, попавших в поле карты (реки, рельеф, дорожная сеть, населённые пункты и другое).

## Элементы морской навигационной карты

### Элементы математической основы карты
- масштаб карты;
- проекция;
- геодезическая и высотная основы;
- внутренние рамки и их разбивка;
- картографическая сетка;

### Элементы содержания

#### Специальные морские
- рельеф морского дна;
- навигационные опасности;
- грунты морского дна;
- средства навигационного оборудования (СНО);
- навигационные ориентиры;
- фарватеры;
- морские каналы и рекомендованные пути;
- системы разделения движения судов;
- различные районы на морской части карты;
- гидрологические элементы;
- мерные линии;
- подводные кабели;
- элементы специальной нагрузки.

#### Общегеографические элементы
- береговая линия с обозначением характера берега;
- гидротехнические сооружения;
- гидрографическая сеть и рельеф суши;
- населенные пункты;
- дорожная сеть;
- почвенно-растительный покров;
- государственные границы;
- элементы земного магнетизма.

### Надписи и элементы оформления
- заголовок карты;
- графики и шкалы масштабов;
- схемы;
- виды берегов, ориентиров и СНО;
- предупреждения и примечания;
- надписи;
- элементы зарамочного оформления.

## Классификация и назначение морских навигационных карт
По масштабу и назначению морские навигационные карты делятся на:
- генеральные (масштаб 1:5 000 000 — 1:1 000 000);
- путевые (масштаб 1: 1 000 000 — 1: 100 000);
- частные (масштаб 1: 100 000 — 1:25 000);
- морские планы (масштаб 1:25 000 — 1: 500);

### Генеральные карты
Генеральные карты предназначены для общего изучения условий плавания и общих навигационных расчетов, предварительной прокладки перехода при плавании в открытом море в большом удалении от берегов.

### Путевые карты
Путевые карты предназначены для обеспечения плавания между портами в значительном удалении от берега и вне его видимости.

### Частные карты
Частные карты предназначены для обеспечения плавания в непосредственной близости от берега или в стесненных условиях (в узкостях, шхерах и т. д.)

### Морские планы
Морские планы предназначены для руководства при входе в порты, бухты, на рейды, якорные места и т. д.

## Коллекции морских навигационных карт

### Карты коллекции Главного управления навигации и океанографии Министерства обороны Российской Федерации (ГУНиО МО РФ)
В СССР, а теперь в России, морские навигационные карты издаются ГУНиО МО РФ (ныне УНиО МО РФ) на листах размером 75×100, 50×75, 38×50 см. в масштабе от 1:500 до 1:10000000. Нумерация навигационных карт  производится по схеме ABCDD, где A — морской район, B — масштаб, C — море или часть морского района, DD — номер карты в районе (увеличение нумерации по часовой стрелке начиная с севера). Карты, совместимые с международными, имеют второй номер, начинающийся с Int, и выпускаются на двух языках, русском и английском. В основном использовались системы координат «Пулково 1942» и «Потсдам 1950», в настоящее время чаще используется система «WGS-84».
Также выпускаются специальные навигационные карты (радионавигационные, навигационно-промысловые и т. п.), вспомогательные и справочные карты (сетки без элементов специальной морской обстановки (для плавания вдали от берегов)), карты районов боевой подготовки кораблей ВМФ, атласы течений и т. п. 
Для корректуры карт еженедельно выпускаются «Извещения мореплавателям».

### Карты Британской коллекции
Карты имеют префикс BA и номер от 1 до 4999, например BA2246 или BA34. Также может существовать префикс AUS, если карта является перепечаткой австралийской карты, или NZ — новозеландской карты. Выпускаются кальки корректуры.

### Электронные навигационные карты
Предназначены для использования в навигационных целях в Электронно-картографических навигационных информационных системах (ЭКНИС). Разделяются на две основные категории: векторные и растровые.